# Górele (gmina Turgiele)
Górele (lit. Gureliai) − wieś na Litwie, w rejonie solecznickim, 4 km na północny zachód od Turgieli, zamieszkana przez 29 ludzi. Przed II wojną światową w Polsce, w powiecie wileńsko-trockim województwa wileńskiego.